# دوارتي بيو، دوق براغانزا
دوم دوارتي بيو، دوق براغانزا (بالبرتغالية:Duarte Pio de Bragança؛ 15 مايو 1945) هو ميغيلي (مطالب بالعرش البرتغالي) الحالي، بحيث يرجع نسبه إلى ميغيل الأول ملك البرتغال (1834-1828) الذي نفي من البرتغال منذ 1834، بحيث كانت هذه القوانين سارية المفعول حتى عام 1950، هو ابن دوارتي نونو، دوق براغانزا وماريا فرانسيسكا من أورليان-براغانزا التي يرجع نسبها إلى لويس فيليبي الأول ملك فرنسا وبيدرو الأول إمبراطور البرازيل.